# Lankajärvi
Lankajärvi är en sjö i Finland. Den ligger i kommunen Laukas i landskapet Mellersta Finland, i den centrala delen av landet, 260 km norr om huvudstaden Helsingfors. Lankajärvi ligger 140,3 meter över havet. Arean är 1,95 kvadratkilometer och strandlinjen är 9,78 kilometer lång. Sjön  ingår i Kymmene älvs huvudavrinningsområde.   I omgivningarna runt Lankajärvi växer i huvudsak blandskog. Den sträcker sig 1,9 kilometer i nord-sydlig riktning, och 2,1 kilometer i öst-västlig riktning. Sjöns största öar är Talassaari (0,6 hektar) och Honkasaari (0,5 hektar).